# Ben Klibreck
Der Ben Klibreck ist ein als Munro und Marilyn eingestufter, 962 m (3.156 ft) hoher Berg in den schottischen Highlands. Sein gälischer Name Beinn Clìbric kann in etwa mit Berg der gefleckten Klippe übersetzt werden. Eventuell ist der Name allerdings auch aus dem altnorwegischen klif brecka abgeleitet, was in etwa mit Steiler Hang übersetzbar ist. Er liegt im Norden Schottlands in der Grafschaft Sutherland, etwa 25 km nördlich von Lairg.
Das Massiv des Ben Klibreck ist ein langgezogener mächtiger Bergrücken, dessen Hauptgrat in etwa in der Richtung Südwest-Nordost verläuft und vom umgebenden, überwiegend flachen Moorland weithin sichtbar ist. Er weist mehrere Gipfel auf, von denen der markante Kegel des Meall nan Con im südwestlichen Teil des Grates der höchste ist. Mit Ausnahme einiger Schrofen und Felspartien westlich und südöstlich des Meall nan Con bestehen die Hänge des Ben Klibreck weitgehend aus steilen Gras- und Heideflächen, in höheren Lagen weist die Vegetation tundraartigen Charakter auf. Die Südostseite des Grates ist im Unterschied zur Nordwestseite durch mehrere Zweiggrate untergliedert. Südlich des Hauptgipfels wendet sich der Gipfelgrat nach Süden und führt über den Sattel A’ Chioch auf 747 m Höhe zum 808 m (2.651 ft) hohen Vorgipfel Creag an Lochain. Südlich davon verzweigt sich der Grat in zwei flacher nach Südwesten und Südosten auslaufende Arme. Der südwestliche Arm endet in der flachen Kuppe des 544 m (1.785 ft) hohen Cnoc Sgriodain, der südöstliche Arm führt bis an das Südwestende von Loch Choire. Ein Zweiggrat führt vom Meall nan Con nach Südosten zum 774 m (2.539 ft) hohen Meall an Eòin, ein zweiter, kürzerer Grat verläuft dazu parallel. Nordöstlich des Meall nan Con folgt auf dem Hauptgrat des Ben Klibreck der 721 m (2.365 ft) hohe, wenig auffällige Zwischengipfel Meall Meadhonach, anschließend der 724 m (2.375 ft) hohe Meall Ailein, bei dem sich der Gipfelgrat nach Südosten wendet und in einem namenlosen Vorgipfel auf 613 m (2.011 ft) Höhe oberhalb des Nordwestufers von Loch Choire endet. Auf diesem Vorgipfel erinnert ein steinernes Denkmal an ein Flugzeugunglück, bei dem 1955 zwei Piloten der Royal Air Force vom Militärflugplatz Lossiemouth auf einem Trainingsflug mit einer De Havilland Vampire ums Leben kamen. Teile der Maschine liegen heute noch am Berg.

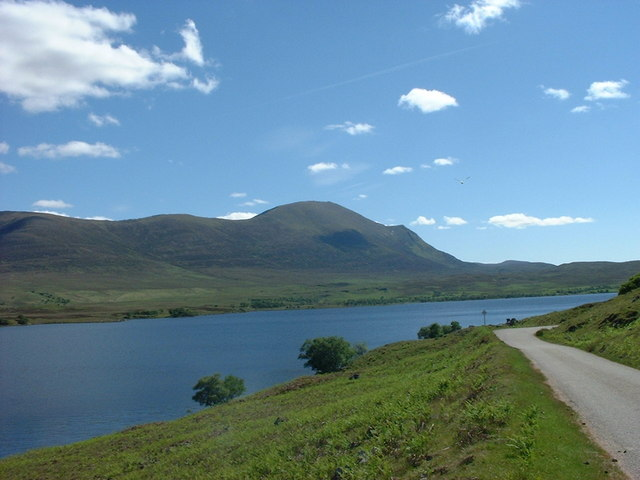
Der Ben Klibreck von Norden, im Vordergrund Loch Naver
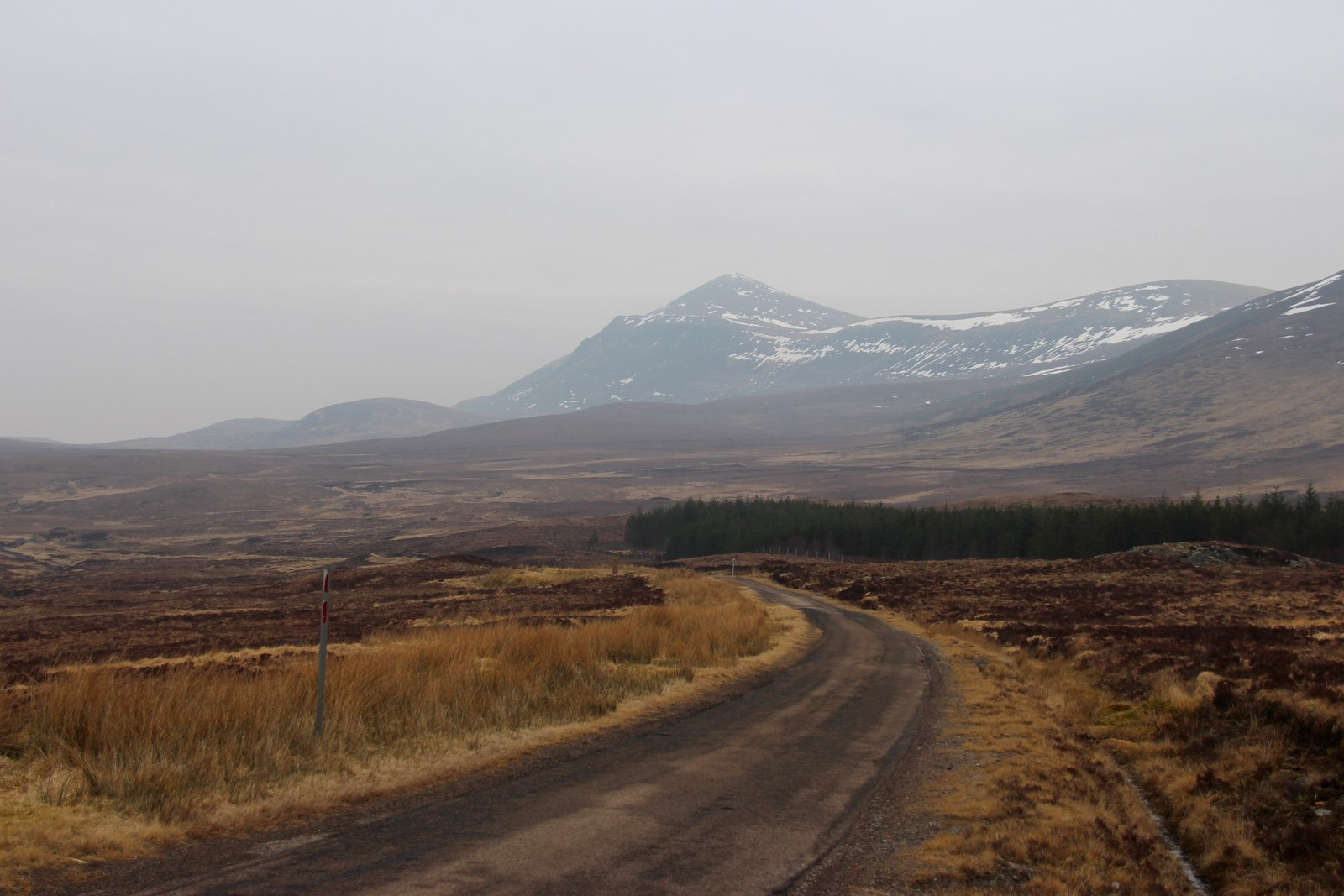
Blick von der A836 nach Osten zum Massiv des Ben Klibreck
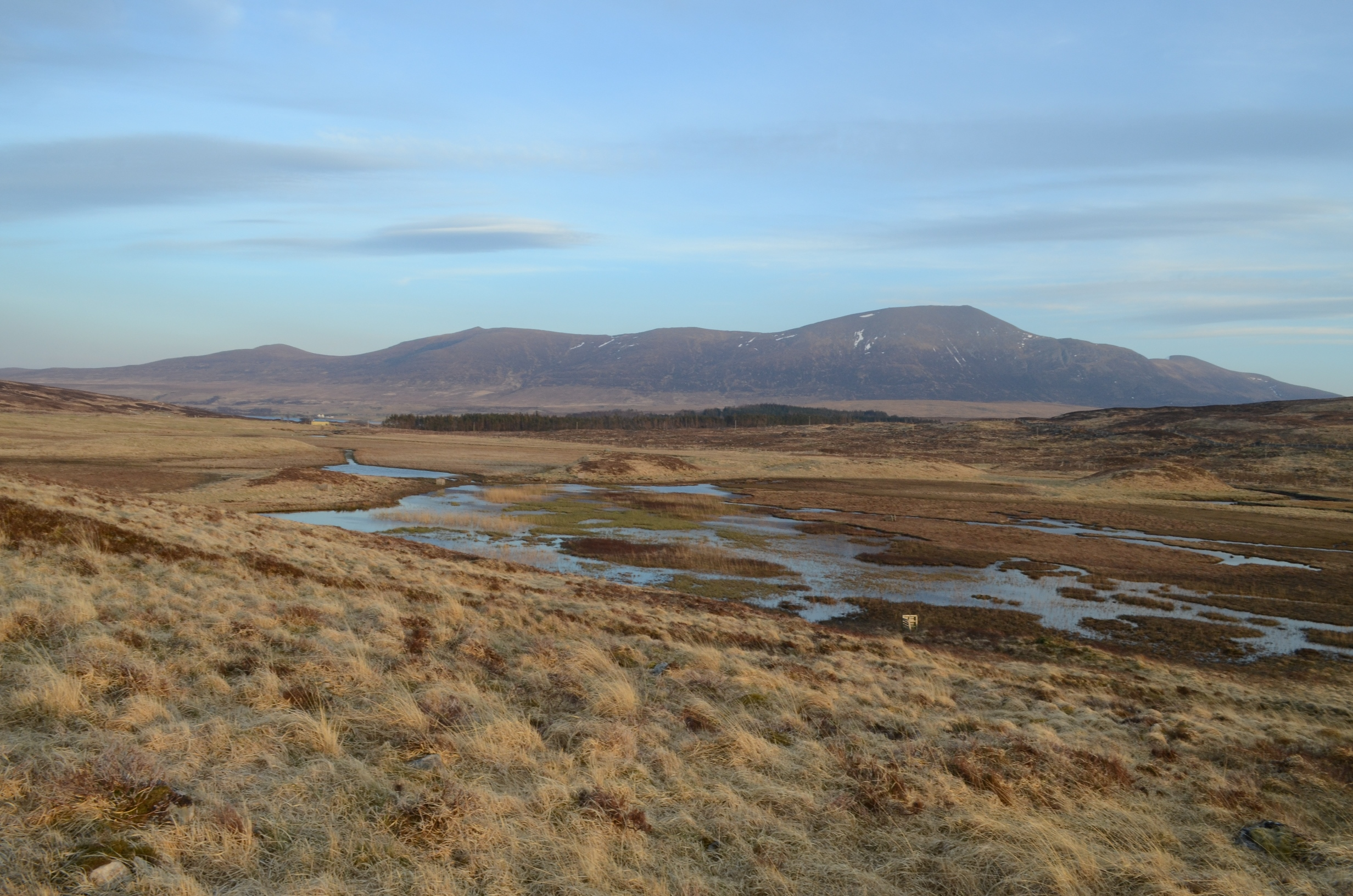
Panorama der Nordwestseite des Ben Klibreck
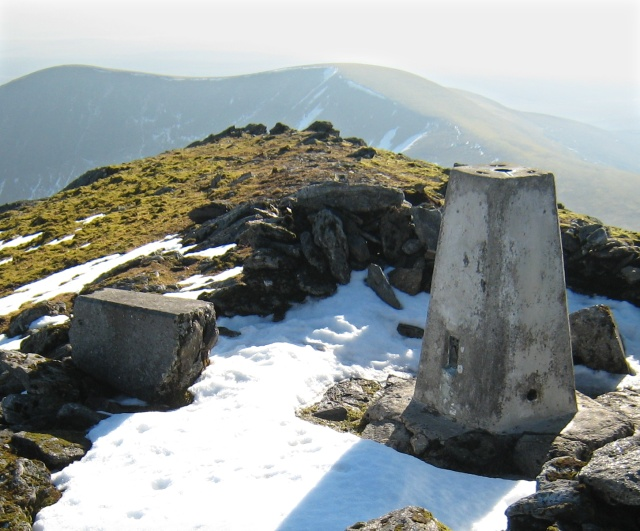
Der Gipfel des Ben Klibreck mit einem trigonometrischen Punkt, im Hintergrund der südlich liegende Vorgipfel Creag an Lochain

Der Ben Klibreck wird in der Regel von Westen bestiegen, da aus allen anderen Richtungen lange Anmärsche durch unbesiedeltes Moorland ohne öffentliche Straßen erfordern. Ausgangspunkt ist ein Parkplatz an der Vagastie Bridge an der A836, nördlich des Crask Inn.  Von dort führt der Zustieg weitgehend weglos zum Südwestgrat und über den Cnoc Sgriodain zum Hauptgrat mit dem Creag an Lochain. Von dort kann der Meall nan Con steil ansteigend über seine Südwestflanke bestiegen werden. Alternativ kann der Ben Klibreck von Südosten über die Grate auf dieser Seite bestiegen werden, eine nichtöffentliche Straße führt von Osten bis zur kleinen Ansiedlung Alltalaird am Nordwestufer von Loch Choire.